# Psarochilosia
Psarochilosia là một chi ruồi trong họ Syrphidae.